# Pulo Sanggar
Pulo Sanggar is een bestuurslaag in het regentschap Aceh Tenggara van de provincie Atjeh, Indonesië. Pulo Sanggar telt 586 inwoners (volkstelling 2010).